# 神峯寺
神峯寺（こうのみねじ）は、高知県安芸郡安田町唐浜にある真言宗豊山派の寺院。竹林山（ちくりんざん）、地蔵院（じぞういん）と号す。本尊は十一面観音菩薩。四国八十八箇所第二十七番札所。
- 本尊真言：おん まか きゃろにきゃ そわか
- ご詠歌：みほとけのめぐみの心神峯（こうのみね）　山も誓いも高き水音

## 概要

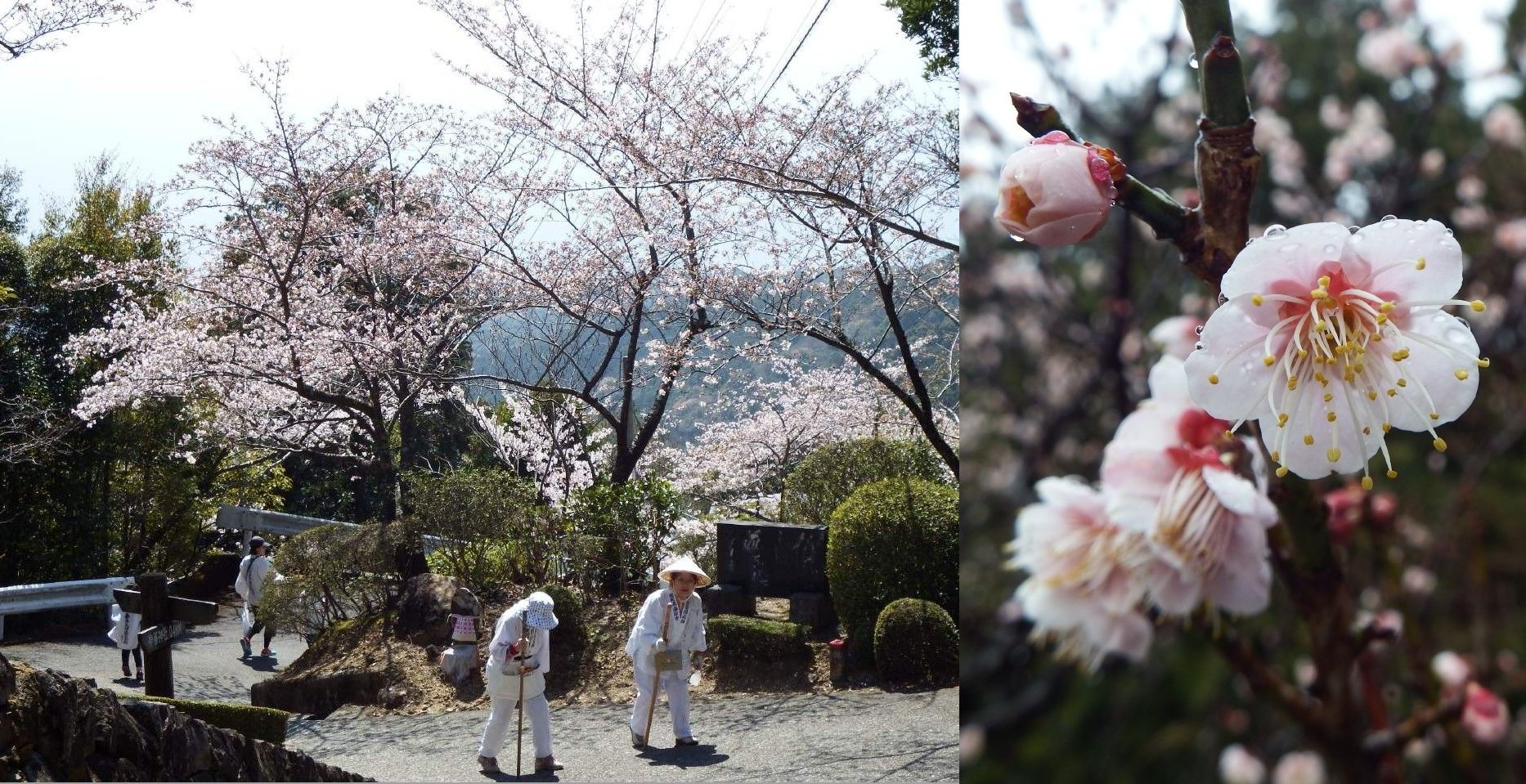
神峯道に咲くひょうたん桜

真っ縦（まったて）と呼ばれる急な山道を登った神峰山（標高569.9 m）の中腹（標高430 m付近）にあり四国八十八箇所で9番目の高さで高知県では一番である。「土佐の関所」また「遍路ころがし」と呼ばれる屈指の難所として知られ、江戸時代は麓の前札所で遥拝し納経をすませる遍路もいたほどであった。

## 歴史
寺伝によれば神功皇后が朝鮮半島進出の戦勝を祈願し天照大神を祀った神社が起源とされ、天平2年（730年）に聖武天皇の勅を受けて行基が十一面観世音菩薩を刻み、本尊として神仏合祀し開創したという。その後大同4年（809年）に空海（弘法大師）が堂宇を建立し「観音堂」と名付けたとされている。
その後、堂塔が多くあったが、元和年間（1615年 – 1624年）火災によりすべて焼失、その後、本堂と大師堂と鎮守社のみ再建され、十一面観音も麓にあって廃寺になっていた別当の神峯寺から納めて復調する。しかし、険しい山中の札所ゆえ別当になっていた麓の常行禅寺や前札所の養心庵（明治の神仏分離時点でどちらも廃寺）で遥拝し納経するものも多かった。なお、江戸末期、常行禅寺での納経帳に「奉納 本尊十一面観音 土州竹林山 神峯」と記されている。
幕末、三菱財閥創始者岩崎弥太郎の母は弥太郎の開運を祈願して現在の安芸市より片道20キロメートルの道のりを素足で三七日（21日間）通い続けた逸話がある。
明治初年の神仏分離令によって神峯神社だけが残り寺院としての部分は廃寺となり、本尊と札所は金剛頂寺に預けられ、金剛頂寺で納経をしていたが、1887年(明治20年)もとの憎坊跡に堂舎を建立し本尊と札所を帰還させ再興した。1912年（大正元年）には茨城県稲敷郡朝日村の真言宗地蔵院の寺格を移した。そして、昭和に入って、それまでの神峯から神峯寺と称するようになった。
1975年（昭和50年）頃、当寺へは東から悪路の開拓道路を約8 kmタクシーに乗車し残り30分山道を歩くか、麓からの急峻な遍路道を登るしか行きつけなかった。同年1月、二代新住職になった南寛彦（みなみかんげん、平成26年9月遷化）は着任するや開拓道路からの徒歩道を小松直幹（公務員を退職後、神峯神社総代および当寺役員）と共に整備していたが、直接麓から当寺へ上がる車道を作ることを発願し、小松を理事長にして神峯道整備事業団を結成し、参拝に来て事情を知った宮地達観（土佐清水市、建設業社長）の協力も得て、同年10月より工事が着手された。その3人と4名の作業員との7名で作業にかかり、2年後の12月一応の完成を見たが、その後数年間、神峯道は同住職が日夜作業にあたり改良を重ねられた。その後、平成元年神峯道は町へ町道として無償提供された。そして、平成23年には麓から中腹まで片側1車線の広域農道が開通し神峯道とつながった。
道路が完成した後、同住職は、当寺を厚く信仰していた手島豊（小松の元同僚）の奉仕を得て、新大師堂周辺や本坊周辺および斜面の庭園を自らユンボに乗り整備した。

## 境内

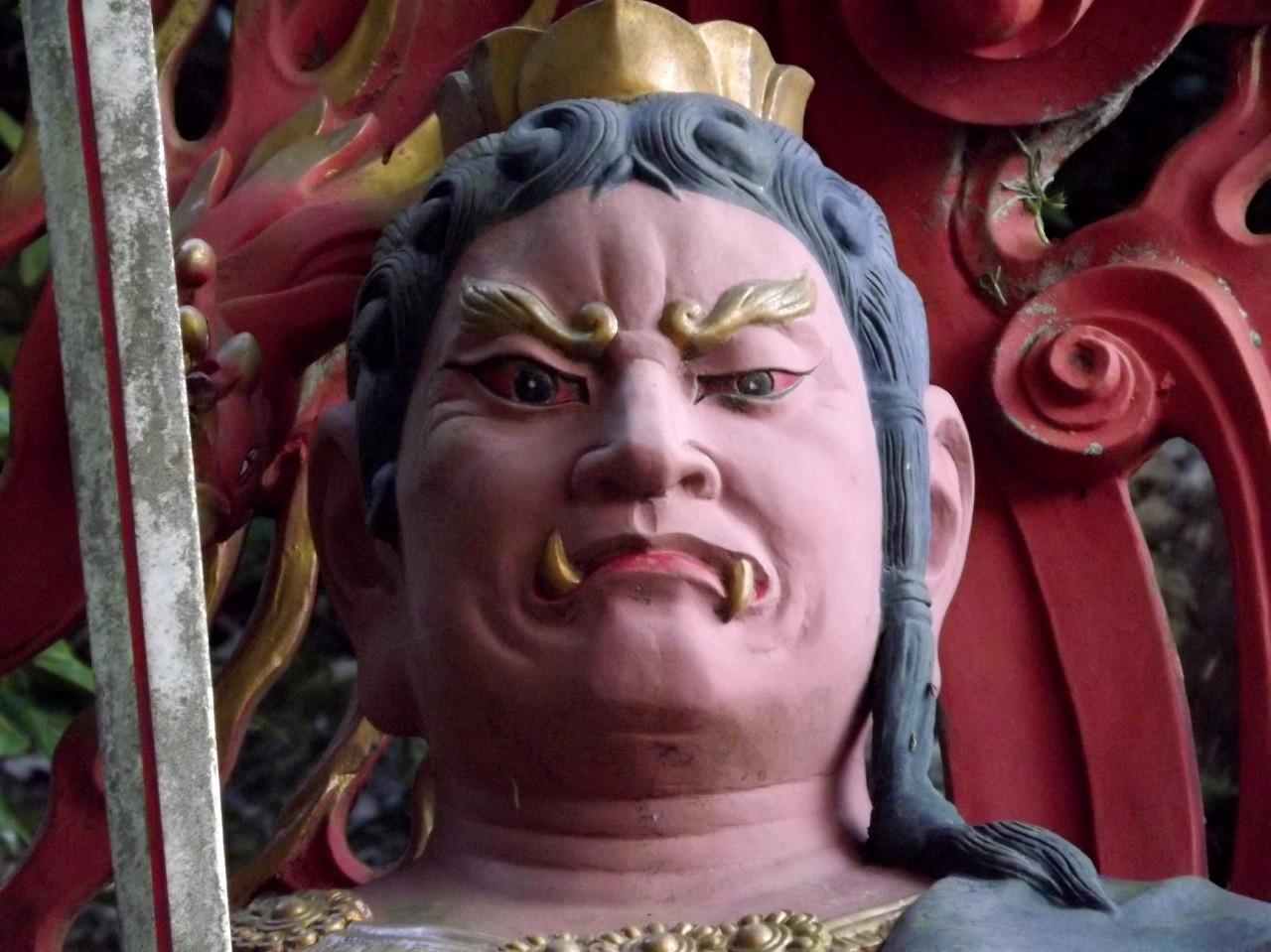
不動明王

- 山門（仁王門） - 入母屋造楼門、金剛力士像を安置。龍円尼が全国行脚で資金を集め1930年（昭和5年）に完成し、2007年（平成19年）1月屋根葺替および仁王像修復。
- 本堂 - 本尊は秘仏。納経所のある庫裏の壇から庭園を見ながら長い石段を上がって行ったところにあり、みちびき大師が迎えてくれる。
- 大師堂 - 1992年（平成4年）12月落慶、山を切り開くことから始め14年の歳月を掛け建てられた。明治時代に山中から見つけられた身丈1尺程の光現大師と呼ばれていた石像を胎内に納めた6尺の木造弘法大師坐像（谷村延峰・作、大阪市港区）が本尊で拝顔できる。
- 聖観音堂（経堂） - 黄金の聖観音立像が拝観できる。上記の大師堂ができるまでは大師堂であって本堂と回廊でつながっていた。
- 地蔵堂 - 本堂の左。石の地蔵仏が約50体集められている。
- 鐘楼
- 庭園 - 庫裏から本堂までの参道に続く山肌の斜面一面に造園される。つつじ、さつき、モモ、モクレン、紅葉が美しい。
- 神峯の水 - 土佐の名水40選（平成2年12月19日県清流保全条例）の湧水19箇所の一つ。
- 句碑：旭洋「お遍路に春告鳥の啼きそめぬ」が鐘楼の右にある。また、仁王門と駐車場の間の参道脇に「椎の花こぼるゝ道を登りけり」がある。

仁王門をくぐると左に手水場が、その先右側に鐘楼が、左側に庫裏・納経所があり、石段手前の右側に神峯の水が湧く。石段を上りきって左に行くと聖観音堂がありその左に本堂が、戻って右に進むとリアルな不動明王像の前を通り大師堂の裏に出る。
- 客殿：平成16年1月落慶。
- 宿坊：なし

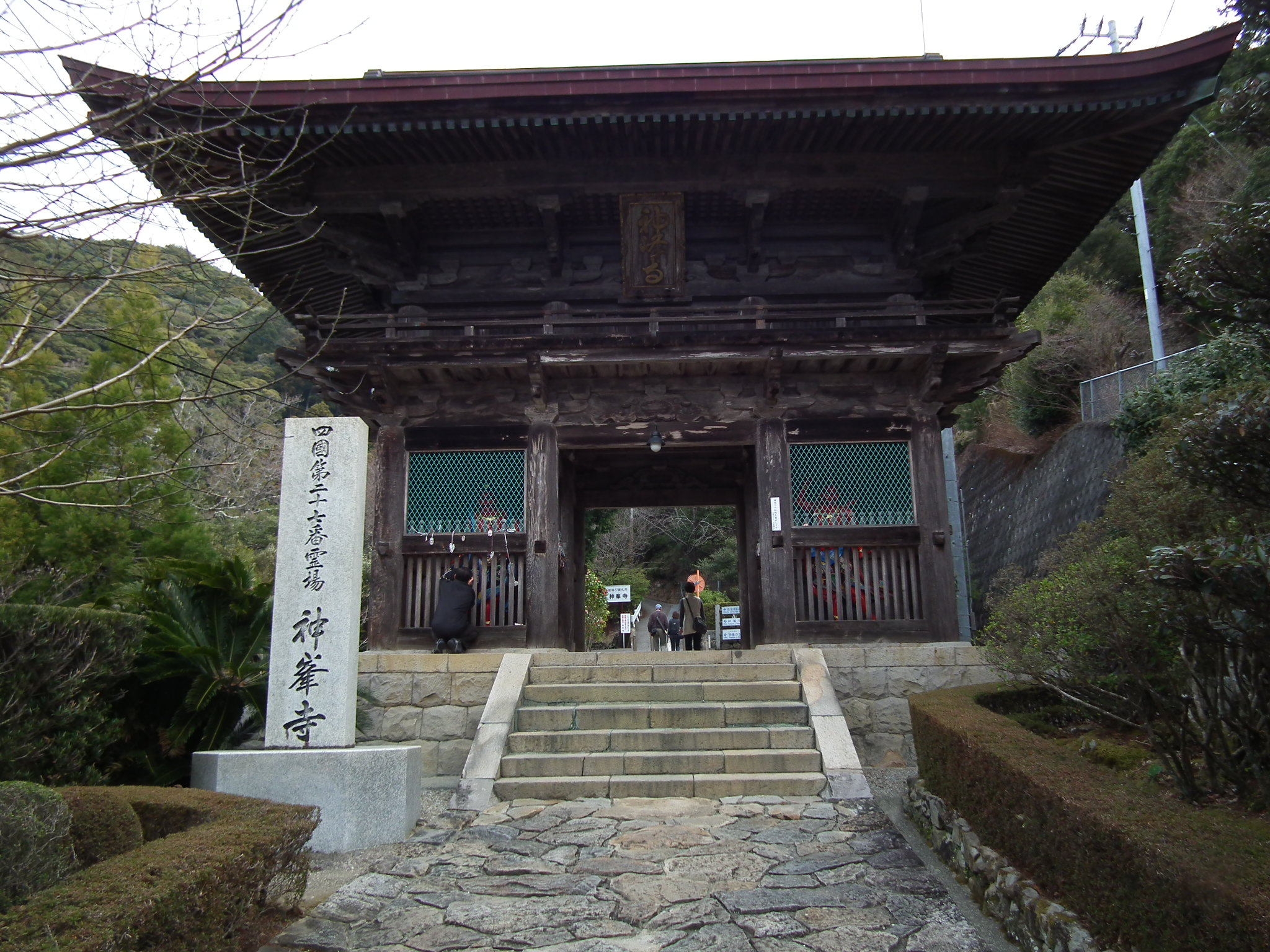
山門
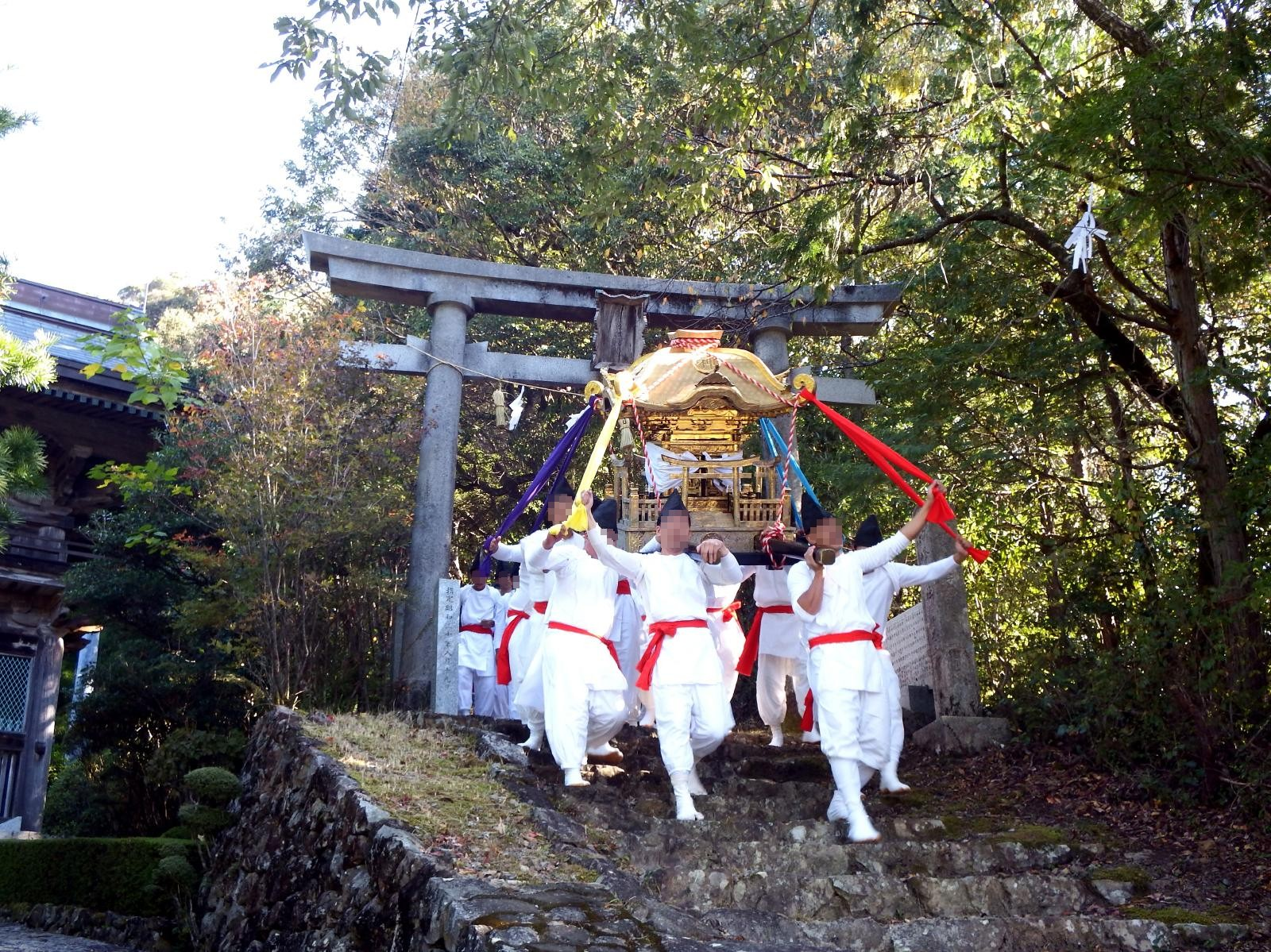
山門の横に鳥居が並ぶ
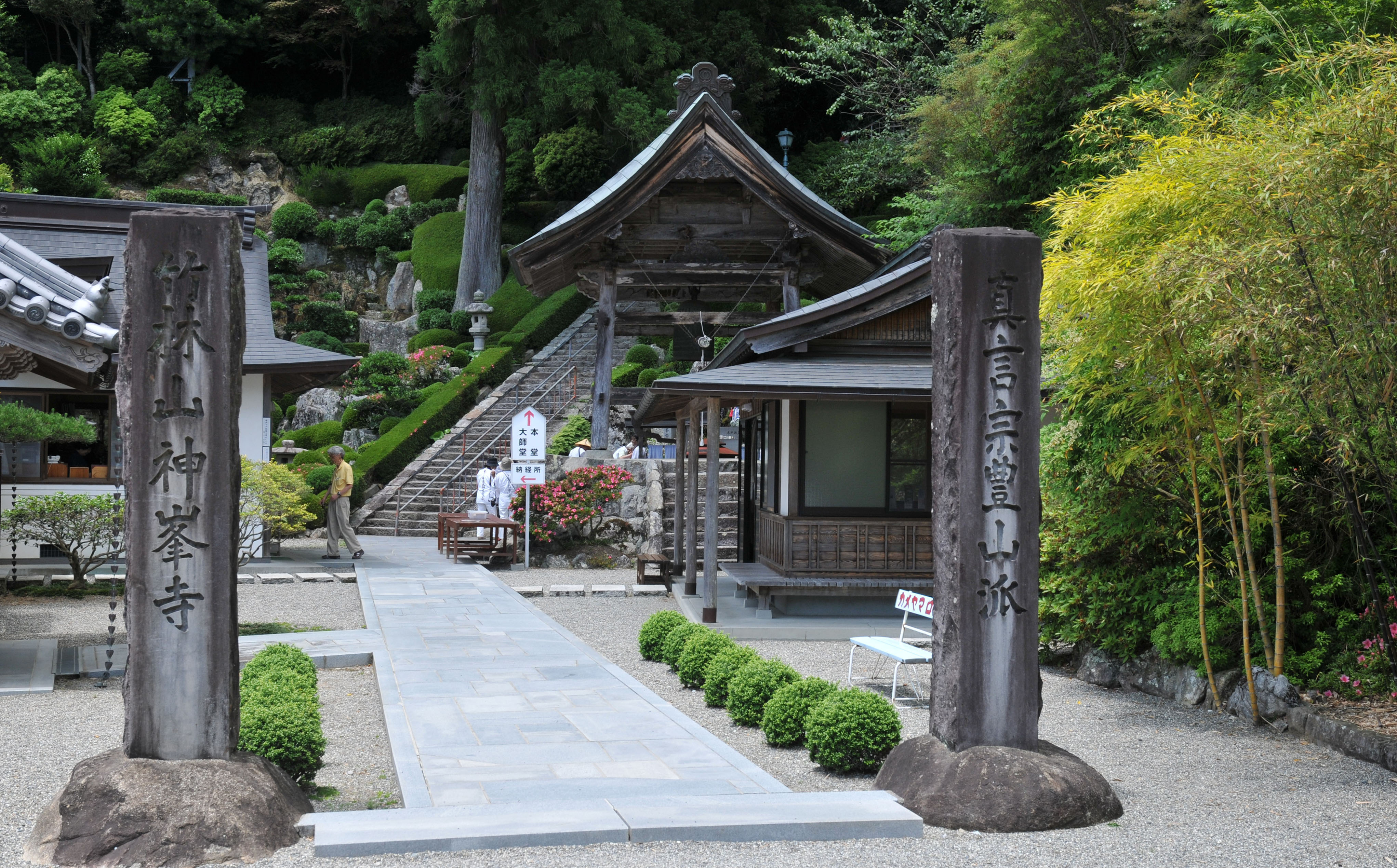
庫裡の門にやっと到達
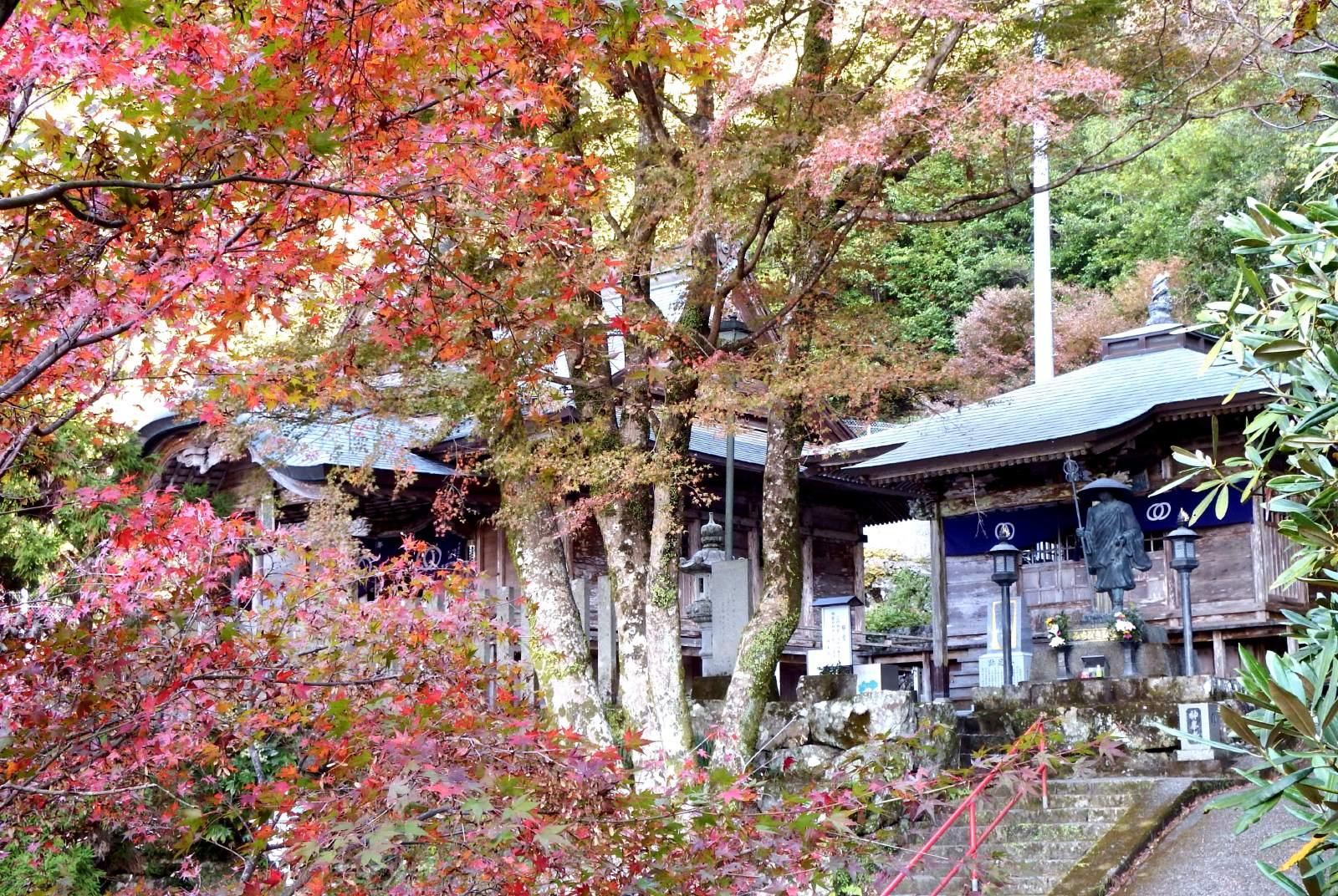
紅葉の本堂
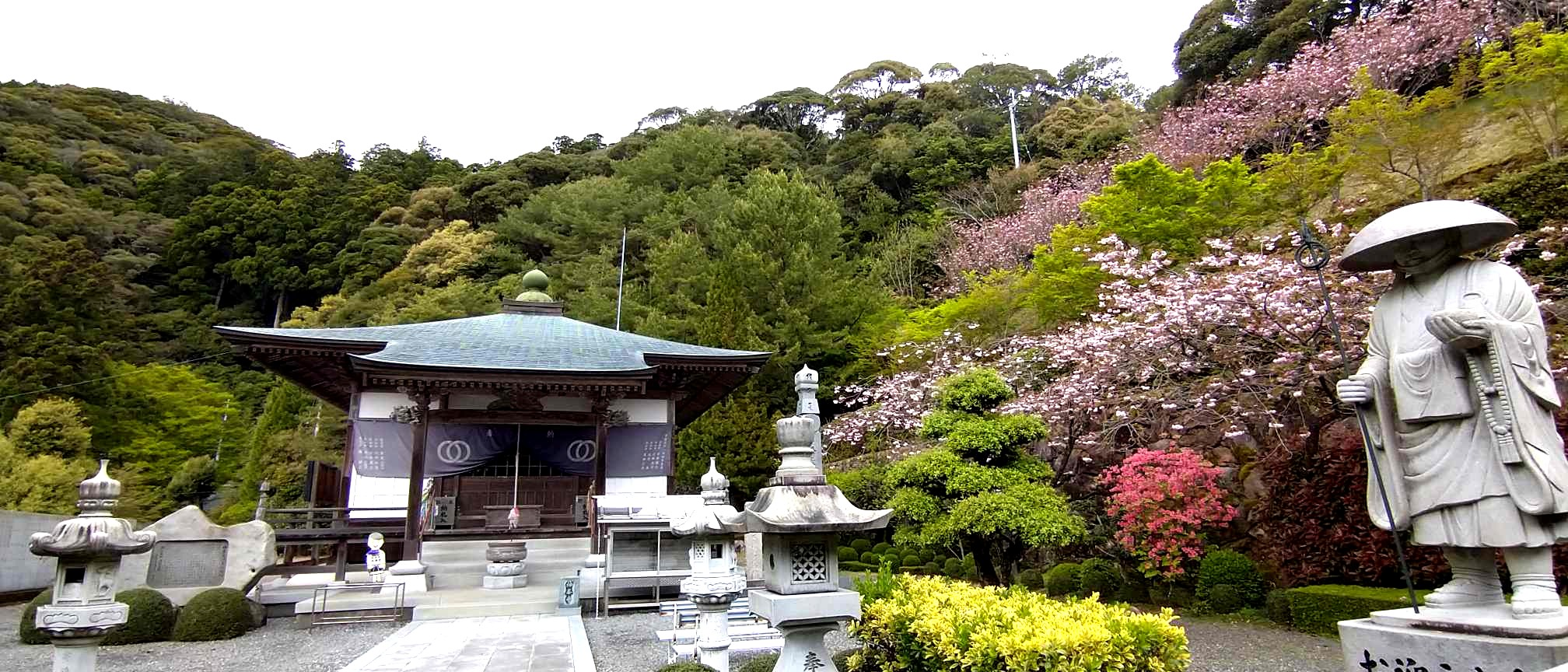
大師堂の斜面に咲く桜
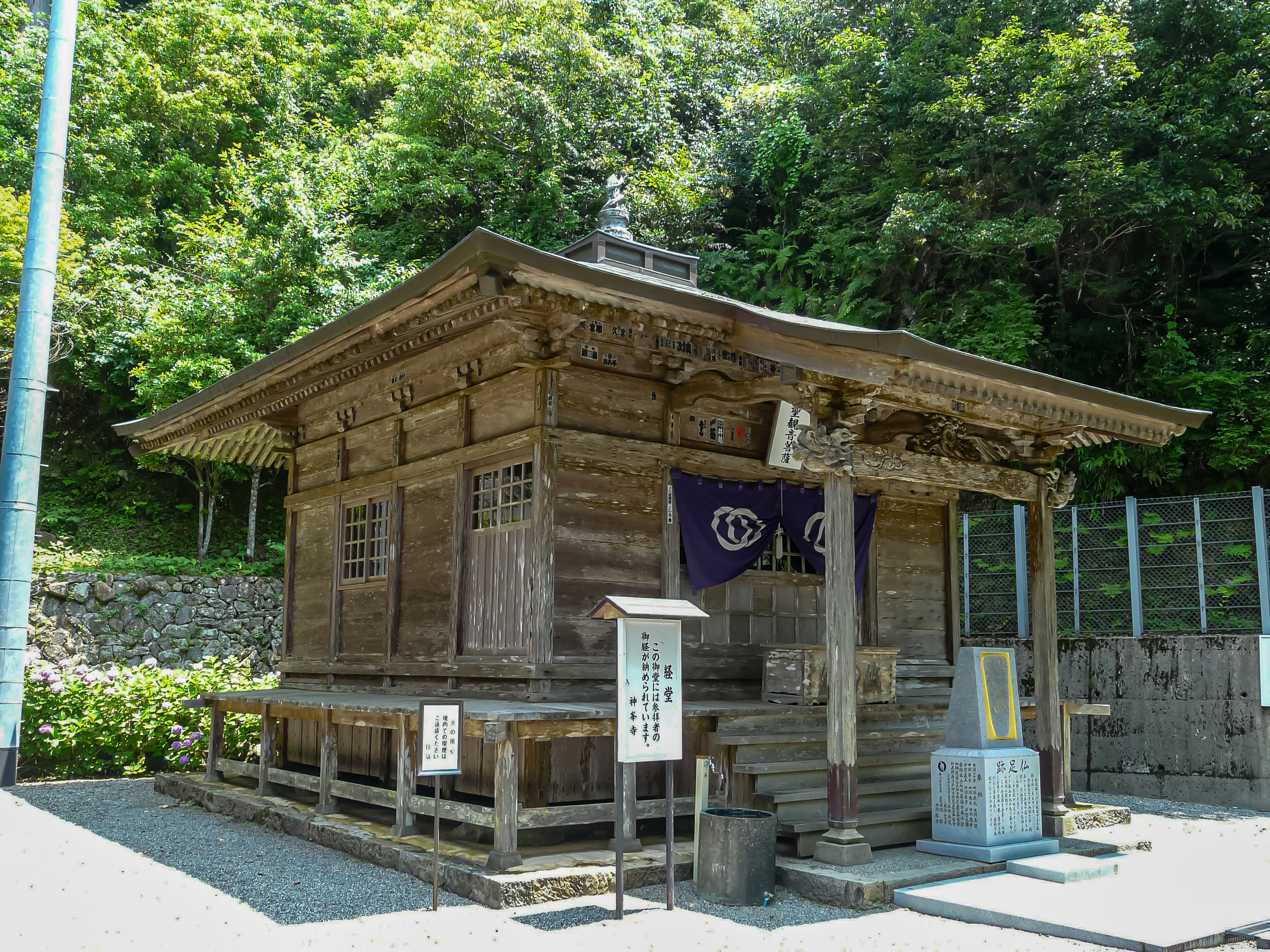
経堂
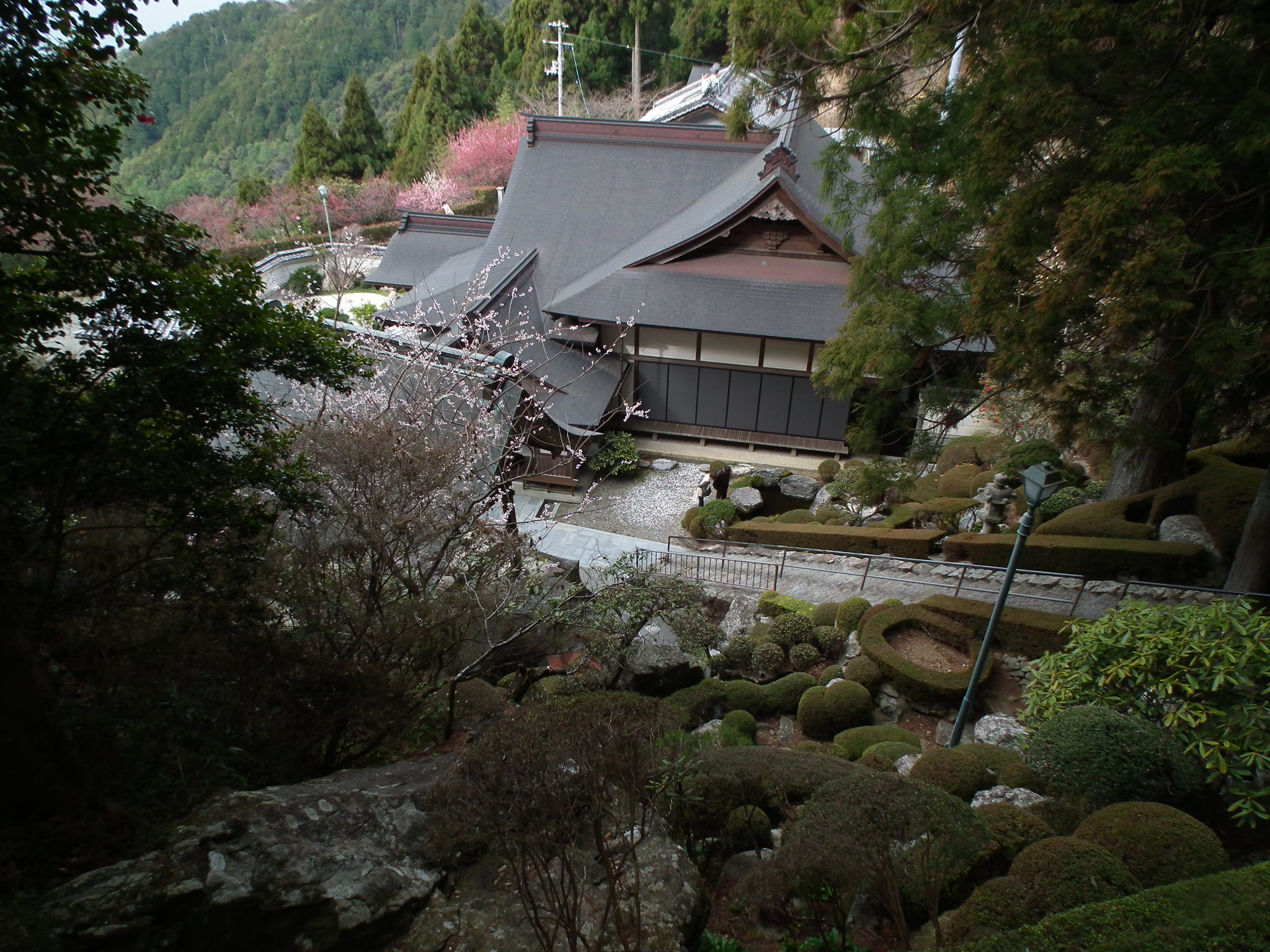
庫裏を望む
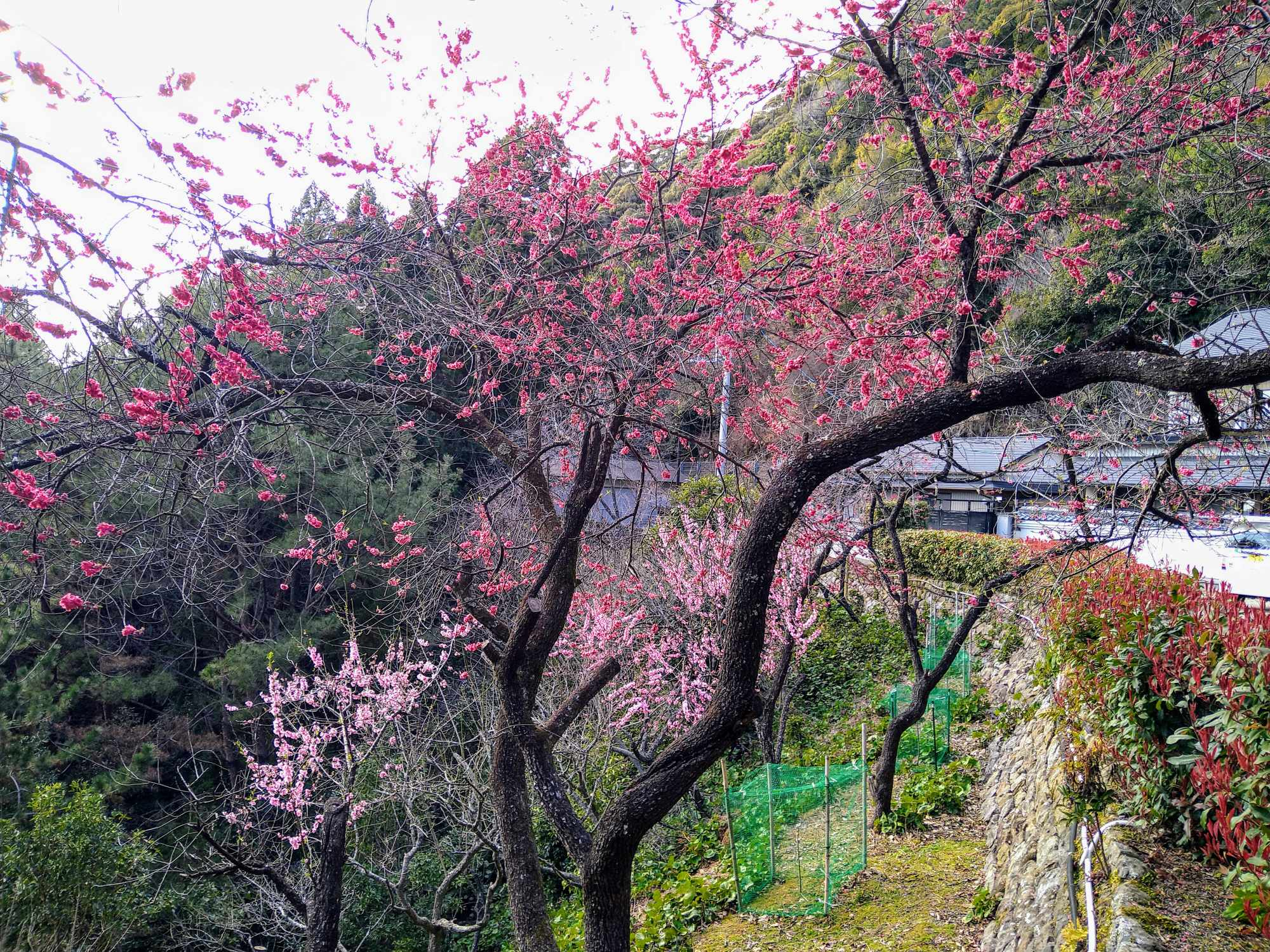
花桃　三月中旬
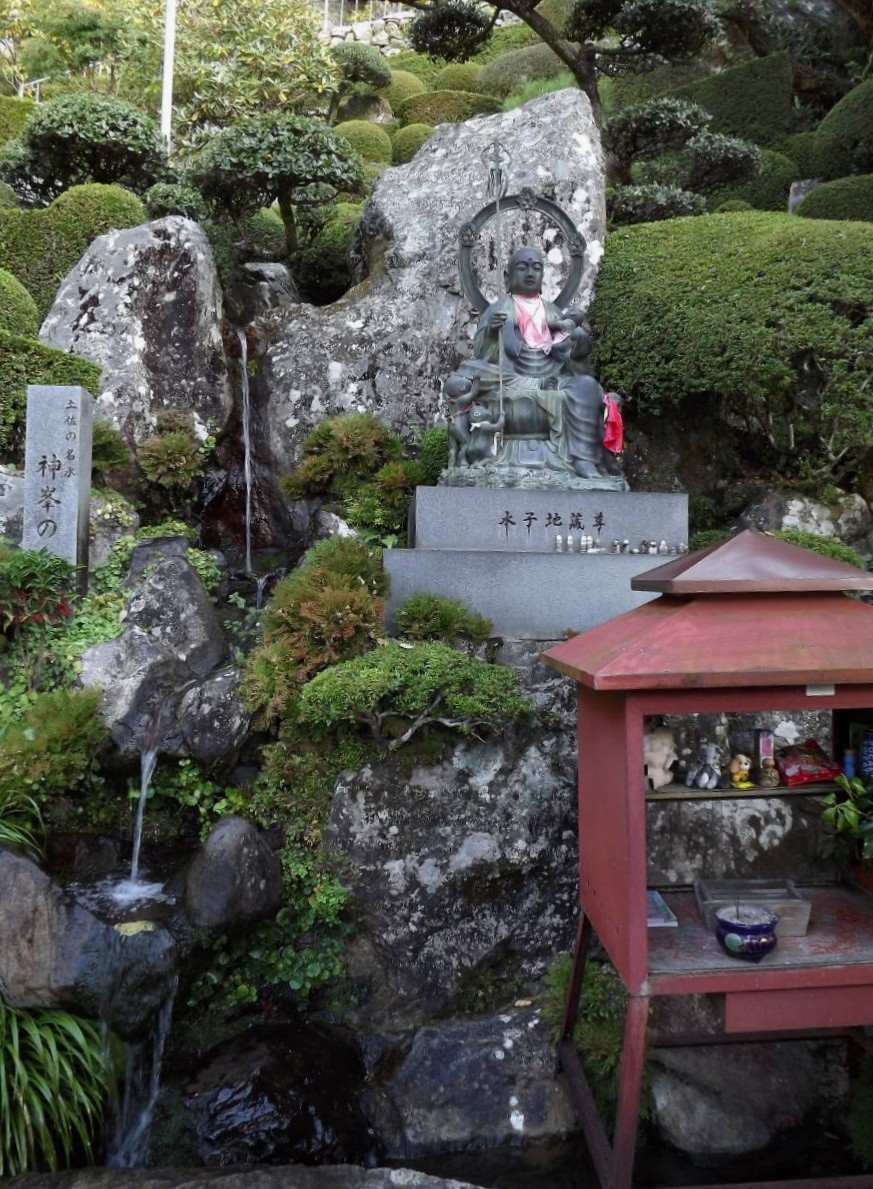
神峯の水
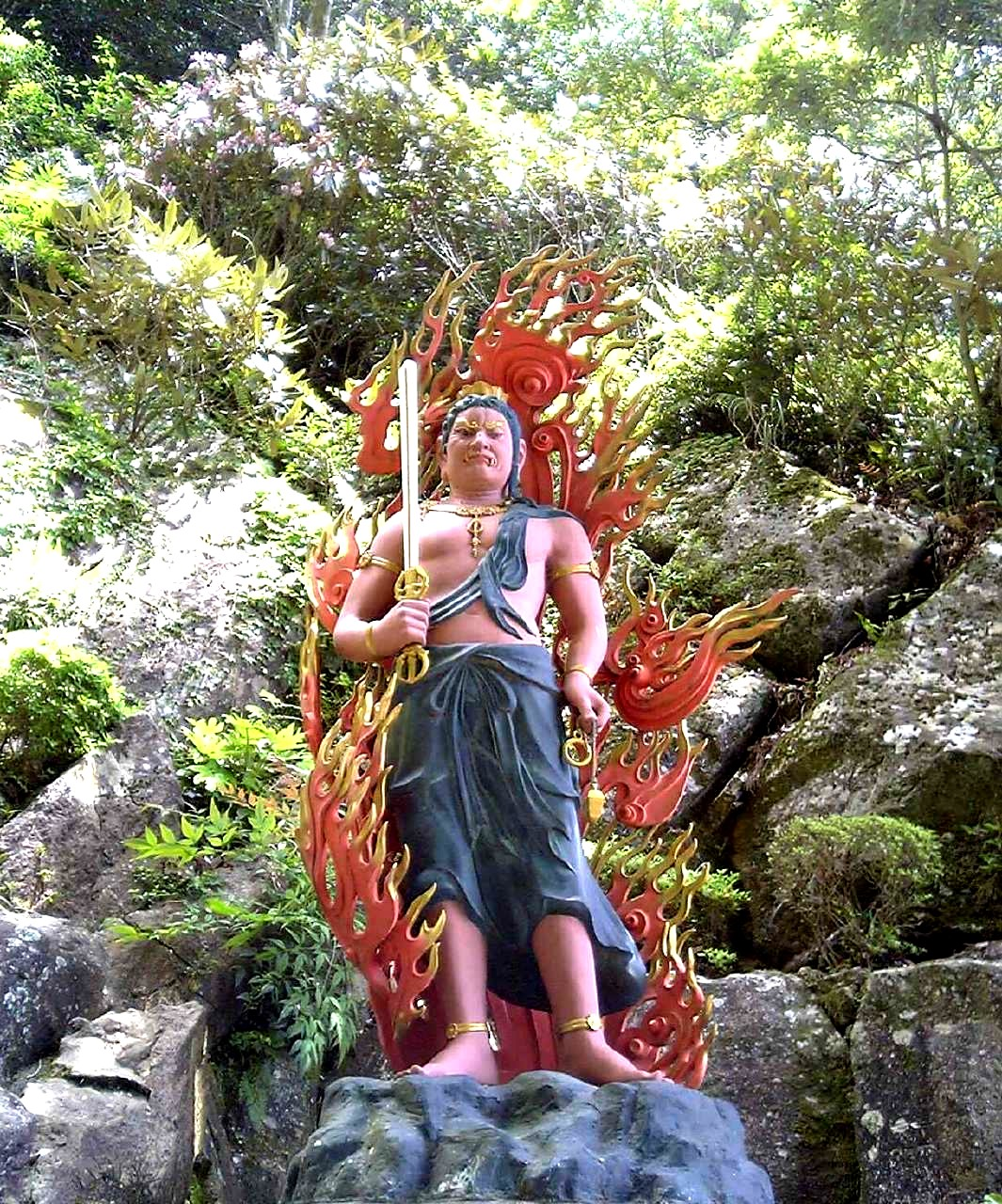
不動明王像
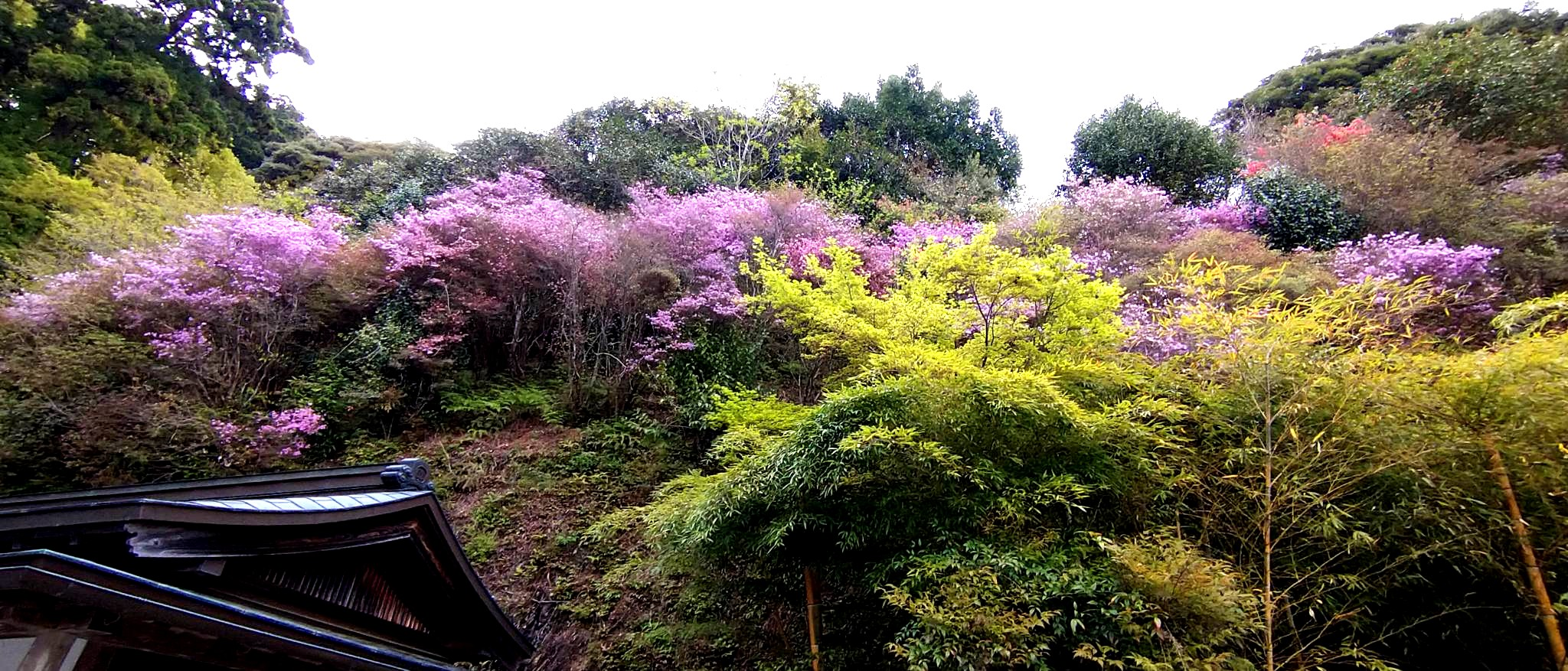
フジツツジ

## 交通案内
鉄道
- 土佐くろしお鉄道ごめんなはり線 – 唐浜駅 (3.9 km)

バス
- 高知東部交通 「東谷入り口」下車 (3.9 km)

道路
- 一般道：国道55号 東谷入り口 (4.4 km)
  - 駐車場：30台（納経所にて駐車料金：バイク100円、軽自動車200円、5人乗り普通乗用車300円、6人乗り以上の乗用車500円、マイクロバス1,000円）

## 奥の院

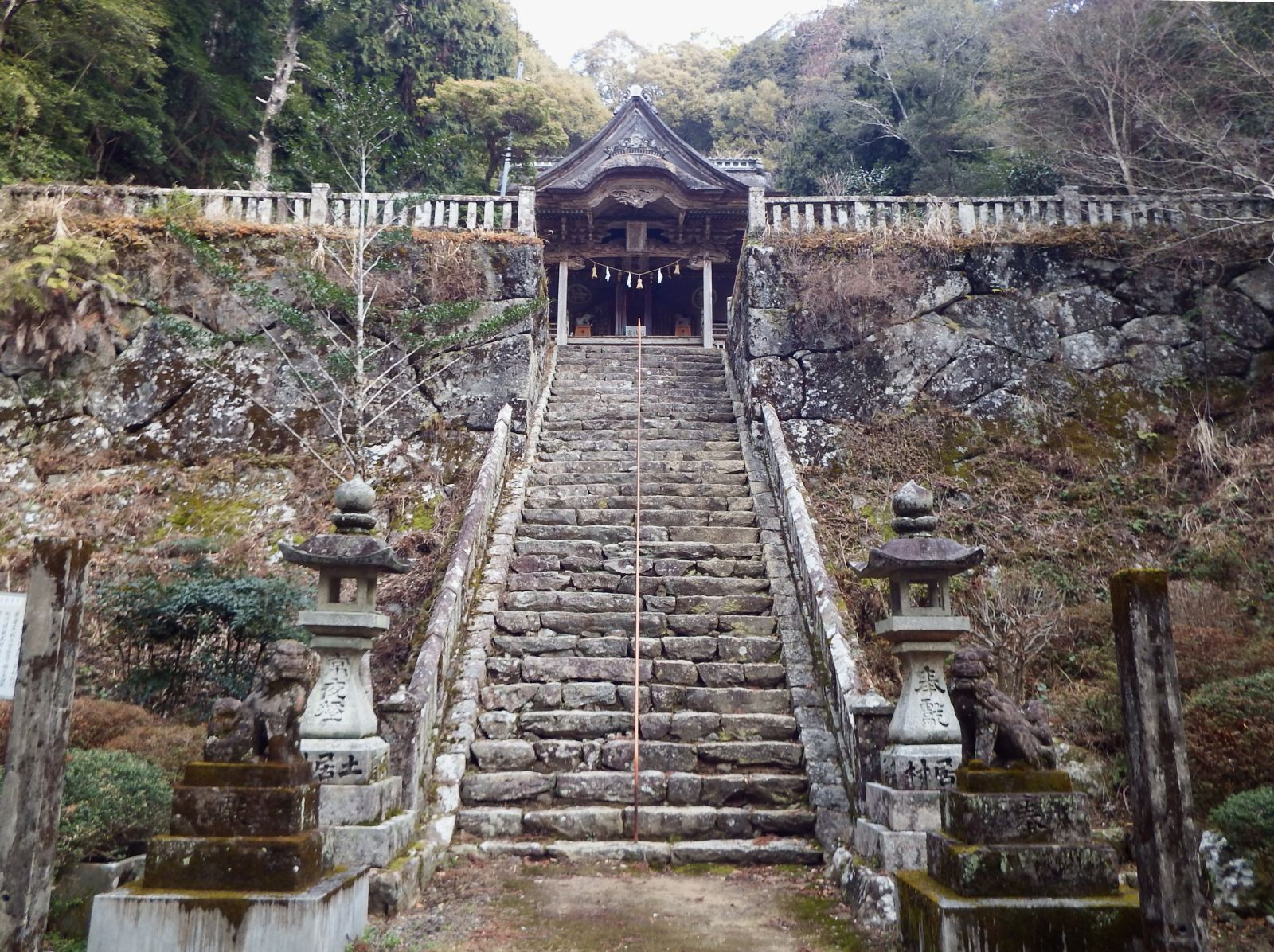
神峯神社
かつては札所で、本殿下の社務所が元の寺で、社寺が一体であった。
『四国徧礼霊場記』には、「此れ山高く峙ち・絶頂より望む・幽径九折にして・黒き髪も黄色になりぬ・魔境ゆえに申の刻（午後4時）より後は人行く事を得ず（略）」とあるほどの処であった。（略）
- 所在地：高知県安芸郡安田町唐浜 （神峯神社）

## 前後の札所
四国八十八箇所
26 金剛頂寺 --(27.5 km)-- 27 神峯寺 --(37.5 km)-- 28 大日寺